# Juliette Roche
Juliette Roche, também conhecida como Juliette Roche Gleizes (Paris, 29 de agosto de 1884 - Paris, 23 de novembro de 1980) foi uma pintora e escritora francesa.
Ela foi muito associada aos movimentos cubista e dadaísta.